# 江仲淵
江仲淵，臺灣歷史作家，國立清華大學法律學學士畢業。研究領域涵蓋近代中國歷史、軍閥政治與法律史。
創立臉書粉絲專頁「歷史說書人 History Storyteller」，並擔任「The News Lens 關鍵評論網」、「天下雜誌」、「故事：寫給所有人的歷史」、「今周刊」等媒體的專欄作家。

## 生平
江仲淵於17歲時休學，開始投入歷史研究與寫作，並於同年完成首部著作《時代下的犧牲者：找尋真實的汪精衛》。
2019年，透過特殊選才 錄取國立清華大學不分系學士班（拾穗計畫）。在大學就學期間，出版多本與歷史相關的專書，涵蓋人物傳記、軍閥研究及法律史等主題。
其書籍《民國軍閥檔案，重建中》於三民書局獲選為2022年度知識性讀物組得獎作品。《縫補的正義：一部美國憲法的誕生，聯邦最高法院的歷史關鍵判決》獲選文化部第46次中小學生讀物選介，列於人文社科類之高中書單。並憑藉出版書籍獲選第六十五屆中國文藝獎章、斐陶斐榮譽學會榮譽會員、全國大專優秀青年代表等獎項。
2017年，江仲淵創立臉書粉絲專頁「民國中的今天」，後更名為「歷史說書人 History Storyteller」，主要發表與中國近代史相關的文章。

## 著作
| 書名                                                                   | 出版社     | 出版年  | 作者                   | IBSN          |
| ---------------------------------------------------------------------- | ---------- | ------- | ---------------------- | ------------- |
| 《時代下的犧牲者：找尋真實的汪精衛》                                   | 秀威資訊   | 2019/1  | 江仲淵                 | 9789863266525 |
| 《時代下的毀滅者：希特勒與帝國十大信徒》                               | 秀威資訊   | 2019/6  | 江仲淵                 | 9789863266907 |
| 《民國文人檔案，重建中》                                               | 時報出版   | 2020/5  | 江仲淵                 | 9789571381794 |
| 《文青這種生物，自古就有：17段隱藏在史籍和作品背後的奇葩人生》         | 究竟       | 2020/12 | 江仲淵                 | 9789861373072 |
| 《發明家大起底：從疫苗到核武，讓你直呼「不能只有我看到」的歷史真相！》 | 大旗出版社 | 2021/1  | 江仲淵、柯睿信、黃羿豪 | 9789869943680 |
| 《老師不好意思教的世界奇葩史：超乎想像，原來影響世界的領導者是這樣！》 | 大旗出版社 | 2021/8  | 江仲淵、柯睿信、黃羿豪 | 9789869782142 |
| 《民國軍閥檔案，重建中》                                               | 時報出版   | 2022/2  | 江仲淵                 | 9789571398464 |
| 《縫補的正義：一部美國憲法的誕生，聯邦最高法院的歷史關鍵判決》         | 臺灣商務   | 2023/9  | 江仲淵                 | 9789570535242 |

## 外部連結
- 故事：江仲淵的歷史話本
- 歷史說書人Facebook粉絲專頁
- 歷史說書人：官網 （页面存档备份，存于）
- IC之音.聽歷史說書人江仲淵帶領我們重建：民國文人檔案&民國軍閥檔案 （页面存档备份，存于）
- 城邦讀書花園. 江仲淵 （页面存档备份，存于）
- 博客來. 作者：江仲淵 （页面存档备份，存于）